# (6338) Isaosato
(6338) Isaosato (1992 UO4) – planetoida z pasa głównego asteroid okrążająca Słońce w ciągu 5,63 lat w średniej odległości 3,16 j.a. Odkryta 26 października 1992 roku.